# 富山城
富山城（とやまじょう）は、越中国新川郡富山（現在の富山県富山市丸の内）にあった日本の城（平城）。「浮城（うきしろ）」「安住城（あずみじょう）」ともいわれた（ただし、安住城は富山城とは別の城であるとする説もある）。続日本100名城の一つである。とやま城郭カードNo.16。

## 概要
加賀藩前田家の分家であった富山藩前田家の居城。神通川（現在の松川）の流れを城の防御に利用したため、水に浮いたように見え、「浮城」の異名をとり、難攻と言われた。当時の神通川は富山城の辺りで東に大きく蛇行しており、その南岸に富山城は築かれた。現在、本丸と西の丸の一部が残り、富山城址公園となっている。富山は北陸街道と飛騨街道が交わる越中の交通の要衝であった。

## 歴史・沿革

### 中世
室町時代の越中守護は三管領の畠山氏であったが越中には来任せず、東部を椎名氏、西部を神保氏を守護代として治めさせていた。

### 戦国時代
富山城は1543年（天文12年）頃に越中東部のおよび新川郡への進出をもくろむ神保長職（じんぼう ながもと）が、椎名氏の支配地であった神通川東岸の安住郷に家臣の水越勝重（みずこしかつしげ）に命じて築城したとされる。
しかし最近の発掘調査により室町時代前期の遺構が発見され、創建時期はさらにさかのぼると考えられている。また、神保氏時代の富山城は今の場所ではなく、約1キロメートル南方の小高い所（現在の富山市星井町付近）にあったとする説もあったが、この発掘結果によってほぼ現在の位置にあったことが明らかとなった。なお、天文年間（16世紀中期）の名称を「安住の館（あずみのやかた）」とする研究者もいるが、安住の館＝安住城は富山城の近隣に存在した別の城を指していたとする説もある。
慶長年間以前に成立したことが確実な『富山之記』という往来物には、神保氏時代の富山城と城下の発展の様子がくわしく書かれており、中世富山城を知るための貴重な史料となっている。

#### 永禄3年の上杉謙信の越中出兵
神保長職は永禄3年(1560年)、椎名氏を支援する上杉謙信の攻撃により富山城に火をかけ逃亡。長職は増山城に逃れて抵抗したものの、1562年（永禄5年）上杉氏に降伏し、射水・婦負二郡の支配権は認められる（砺波郡は長職の増山城での在城が認められたが、城将として吉江宗信などが入る）。

#### 永禄11年の上杉謙信の越中介入
永禄11年(1568年)、神保長職の嫡男神保長住が親上杉氏であった父から離反し、越中を追われる。

#### 永禄12年の上杉謙信の越中出兵
永禄12年（1569年）、椎名康胤・越中一向一揆連合軍が上杉氏主力の撤退後に富山城を攻める。

#### 上杉謙信の死去と織田家の侵攻
天正6年（1578年）、上杉謙信の急死を契機として、織田信長から佐々長穐らの援軍を受けた神保長住が、月岡野の戦いで河田長親・椎名小四郎ら上杉氏の越中衆を破り、大勝城・富山城に入城。

#### 佐々成政が越中を統一
1582年（天正10年）3月、上杉氏についた小島職鎮、唐人親広らに富山城を急襲され、神保長住は城内に幽閉されて失脚 、替わって佐々成政が富山城主となる。
ただし織田信長が佐々成政を越中に封じた時期については、前年2月の上杉氏による小出城攻囲への救援の功を賞して天正9年に既になされていたとする説がある。なお、越中一向一揆や織田氏と富山城の争奪戦を繰り広げた上杉側では、天正年間の一時期、富山城のことを「安城」と呼称していたとする古くからの説があるが、近年の研究では否定的である。また、先に述べた安住の館（安住城）の略称が「安城」であったとする説もある（富山城と安住の館を同一と考えれば安城も富山城のことを指すが、別々の城を指しているとすれば当然両者は無関係となる）。

### 桃山時代～富山城の破却と再建
富山城に拠点を構えた佐々成政は大規模な改修を行った。本能寺の変の後、羽柴秀吉と敵対した成政は、1585年（天正13年）8月、秀吉自ら率いる7万の大軍に城を囲まれ降伏し（富山の役）、成政降伏後、閏8月1日に秀吉自ら富山城に入り、越後の上杉景勝に対し会談を申し入れるが、景勝が応じなかったため、同5日に富山城を破却し、越中を引き上げた。同年、恩賞で越中三郡を得た前田家は、利長を守山城に入れた。
文禄4年（1595年）には利長に越中の残る新川郡も加増され、青山吉次が上杉家の越中衆（土肥氏・柿崎氏・舟見氏など）から郡内の諸城を受け取る。その後、利家から家督と加賀の所領を譲られた利長は、尾山城（金沢城）に入城した。
関ケ原の戦いで東軍につき加賀藩の太守となった利長は富山城を再建、大改修を行い金沢城から移り住み隠居城とした。隠居城とはとてもいえない広大な富山城の作事は慶長10年の暮れまでかかったと推測されている。1609年（慶長14年）3月18日に建物の主要部をことごとく焼失したため、高岡城を築いて移り、富山城には家臣の津田義忠が城代として入った。

### 江戸時代～富山藩の成立
1639年（寛永16年）6月20日、加賀藩第三代藩主前田利常が次男の利次に10万石を与えて分家させ、富山藩が成立した。翌1640年（寛永17年）、利次もそのころ加賀藩領内にあった富山城を仮城として借り越中に入った。
当初、居城として婦負郡百塚に新たに城を築くつもりであったが、藩の財政がそれを許さなかったため1659年（万治2年）に加賀藩との領地交換により富山城周辺の土地を自領とし富山城を居城とした。
1661年（万治4年）、幕府の許しを得て富山城を本格的に修復し、また城下町を整え、以後富山前田氏13代の居城として明治維新を迎えるまでの基礎となった。
1858年4月9日（安政5年2月26日）、飛越地震が発生した。富山城も被災し、本丸や二の丸、三の丸が破損したほか石垣が崩れるなど大きな被害を出した、

### 明治時代
廃城前の1870年（明治3年）三の丸内、現在の本願寺東別院と西別院の間の道路から、芝園小学校（旧総曲輪小学校）の西側の道路辺りまでが、順に開墾され練兵場となった。
1871年（明治4年）廃藩置県により廃城となり、翌1872年（明治5年）8月に新川県より旧城内にある建物や立木などの払下げの通達が出されたため、建築物は払い下げられた。本丸御殿は県庁舎〔1899年（明治32年）8月12日焼失〕、二の丸二階櫓御門は小学校〔1883年（明治16年）解体〕として現地でそのまま利用された。他の大部分は千歳御殿を含めてその際に解体された（千歳御殿の跡地は富山城下に散らばっていた遊郭が移転され、現在の桜木町の基礎となった）。城の周囲を巡っていた水堀も本丸と西の丸の南側部分を除き1962年（昭和37年）までに順次埋め立てられた。
また、石垣の一部は新川県庁舎や下新川郡役所を整備するため、魚津へ運ばれたと考えられている。
1882年（明治15年）6月には有志による富山公園設立の願い出が許可され、富山城址を富山公園とした。同年9月27日には上司の地所、建物全部を一時借り受ける事に願い出たところ、同年10月5日に許可される。
1883年（明治16年）6月、西町にあった時鐘台が城址公園地鐵門の側の石垣上（今の富山市立郷土資料館のある場所）に移された。また、この頃の富山県再設置後は旧本丸御殿に県庁が置かれたこともあり、1885年（明治18年）1月14日に公園が廃止され、正式に富山県庁の敷地となった。同年11月には警察本部、1889年（明治22年）には日本赤十字社富山県委員部が本丸内に設置された。
1899年（明治32年）4月2日、県庁が山王町の日枝神社の旧建物へ移転したことに伴い、城址は関西二府十五県連合府県共進会の会場および日枝神社の境内として使用されることになり、同年5月27日には日枝神社が城址内へ移転した。しかし、同年8月12日の大火により旧県庁の建物を含めた共進会会場が焼失した。これにより、県庁、日枝神社ともに元の場所に戻されることになった（なお、大火後に設置された日枝神社仮設社務所は一部改造の上1900年（明治33年）に日赤冨山支部事務所となった）。
1900年6月2日より、旧本丸時鐘台の時鐘の代わりに東虎口矢倉台に3インチ野砲を旧時鐘台に据えて午砲を打ち始めた。これは前年まで使用してた時鐘が大火により毀損したことに代わる措置であったが翌年から花火に代わり、その花火も1939年4月1日からは、火薬節約のためサイレンに代わっていった。
1900年7月5日には富山城址内に2代目県庁舎が竣工し、1930年（昭和5年）3月6日に焼失するまで使用された。なお焼失後、県庁舎は現在地に移転新築されている。
1901年（明治34年）に開始された水害対策のための河道の付け替えの後、城の堀の一部であった神通川の旧河道の一部は松川となり、城址の北側を流れることとなった。

### 大正時代
1924年（大正13年）、富山市の都市計画施行都市への指定に伴い、大手通から城址を横断し富山駅まで直線で結ぶ道路を建設する計画が発表されたが、この案に対して、1926年（大正15年）に富山県史蹟名勝天然記念物調査会から「富山城址保存ニ関スル建議書」が提出されたことに伴い、中止となった。

### 昭和時代

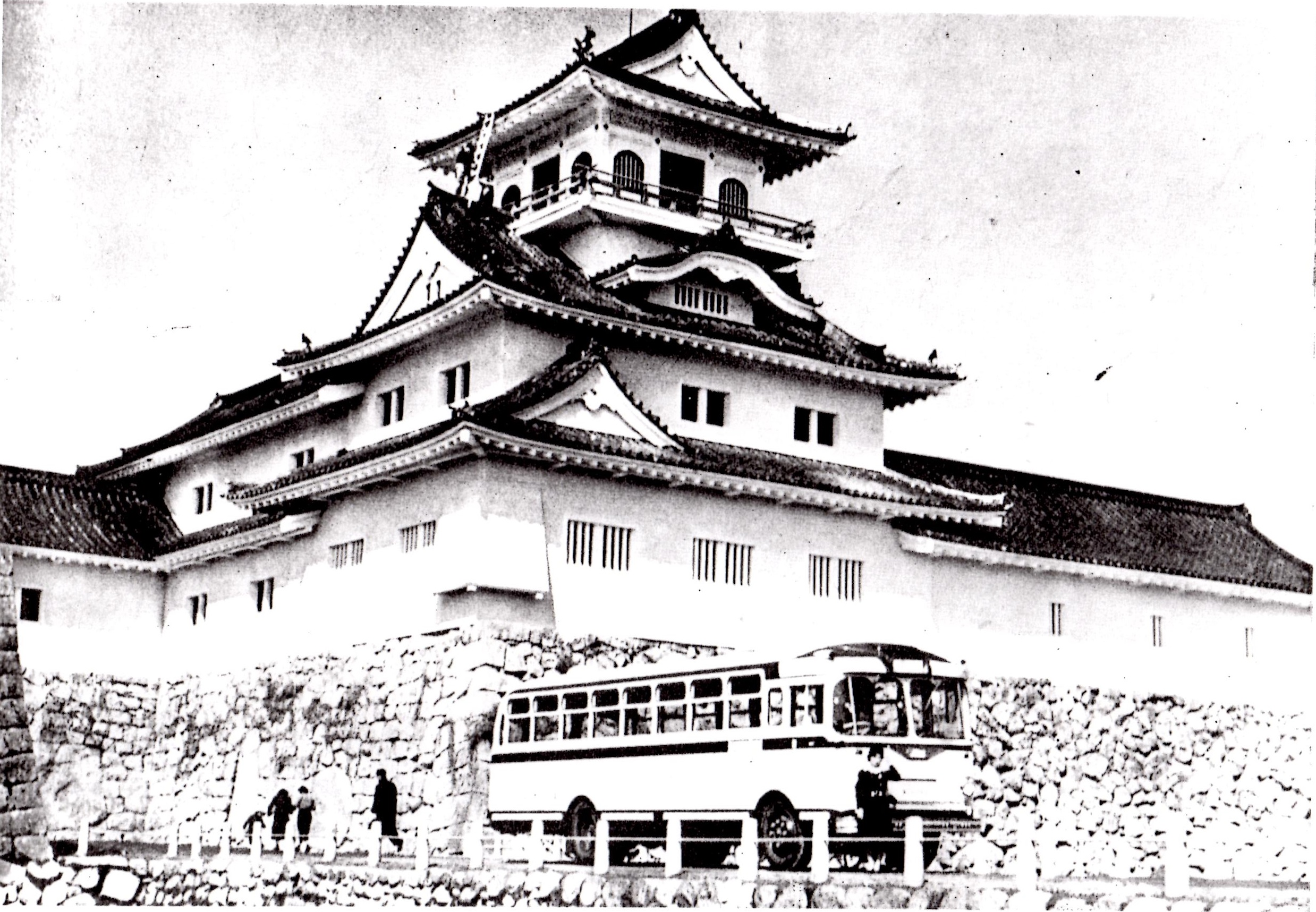
1954年（昭和29年）の『富山博記念写真帳』に収められている写真。原題は「富山城と観光バス」

1933年（昭和8年）4月には富山城址が都市計画風致地区に指定される。1939年（昭和14年）11月27日には都市計画公園に指定され、翌1940年10月19日に富山公園として開園した。
1940年（昭和15年）8月10日、討英市民大会が開催。5,000人が参加。同年11月10日、紀元二千六百年奉祝富山市民大会が開催。
1941年（昭和16年）7月7日、国威宣揚富山市民大会が開催。1万余人が参加。同年12月9日、日米開戦を受けて必勝祈誓市民大会が開催。6万余名が参加。
1942年（昭和17年）2月18日、シンガポール陥落戦勝祝賀式（大東亜戦争戦勝第一次祝賀日）が開催。参加者多数。同年3月12日、大東亜戦争戦勝第二次祝賀式が開催。参加者1万人。
1945年（昭和20年）8月2日、富山大空襲。米軍は爆撃中心点を富山城址の東南に設定。敗戦後の1947年（昭和22年）10月には進駐軍が城内に専用ハウスを建設して居住した。
1952年（昭和27年）3月31日、城址公園北側の堀の埋立地に児童の運動用具を設備した児童公園が設置され、同年4月、城址が都市計画公園『富山城址公園』として開設された。1953年（昭和28年）11月30日には、城址公園内に太鼓橋および景雲橋が完成した。
1954年（昭和29年）4月11日より富山城跡の敷地一帯で富山産業大博覧会が開催され、鉄筋コンクリート構造による模擬天守が記念に建てられることとなり、1953年（昭和28年）7月5日に着工、翌1954年（昭和29年）4月3日に完成し、通称「富山城」と呼ばれることになった。この模擬天守は同年11月17日より富山市郷土博物館として運営が始まった。
1961年（昭和36年）9月に城跡敷地内に佐藤美術館が開館した（のちの佐藤記念美術館）。
富山城内の内堀は、空襲後の復興事業により順次埋め立てられ、1962年（昭和37年）に富山消防署庁舎新築のため西南隅の堀が埋め立てられたことで、南側の内堀のみ残る現在の形となった。
1971年（昭和46年）4月30日には、城址公園周辺の路上駐車対策として、城址公園の地下に北陸初の地下駐車場（109台分）が建設された。
1986年（昭和61年）5月中旬、城址公園の松川沿いの散歩道の園舎で飼われていた動物（ニホンザル3匹、ウサギ6羽、リス1匹）が富山市ファミリーパークに移設された。また、10月20日には、城址公園内に茶席休憩舎が完成した。

### 平成時代
平成に入り老朽化した富山城については、当初は一旦取り壊して建て替える意向であったが、2003年（平成15年）6月より、富山市郷土博物館（富山城）の耐震補強工事に着手、2005年（平成17年）3月26日に工事完了、同年11月3日に、展示内容も見直しリニューアルオープンした。2004年（平成16年）7月23日、「地域の景観の核」との評価により富山市郷土博物館（富山城）が、国の登録有形文化財（建造物）に登録された。同年7月29日には、富山市埋蔵文化センターが富山城郭の範囲が3万m2超えである旨を発表した。これは中世の平城としては県内最大級である。
2007年（平成19年）、千歳御殿の門が明治時代に移築された豪農の赤祖父家から城址公園内（本丸東側）に再び移築された。これは、前田家富山藩10代藩主利保の隠居所として東出丸に隣接して建てられたものである。2008年（平成20年）、移築された千歳御門の横に、市が整備していた石垣が完成した。1953年（昭和28年）以来の石垣作りであった。
2008年（平成20年）から2009年（平成21年）行われた埋蔵文化財の発掘調査において、富山市民プラザ脇で三の丸大手門の石垣が見つかり、古絵図上に示されていた富山城の正門である大手門の位置や遺構の存在が初めて確認された。本丸石垣の特徴との類似から、富山藩初期（1660年頃）の築造と推定されている。これは、市内電車の環状化工事に先立って行われたものである。
公園の再整備工事は2014年（平成26年）に完成したが、史実に基づいた復元ではない。本丸東側の本来は土塁であった部分に石垣が段階的に新造され、2012年（平成24年）3月には東側全面が石垣造りとなるとともに、直線であった縄張りに横矢掛り状の屈折部が設けられ、また地下駐車場入り口を城門風に作り替えるなど、富山城本来の歴史的な景観とは全く異なる様相を呈することとなり、木造天守再建や旧態復帰などの他の城址整備例とは違う方針で公園の整備が行われた。鉄筋コンクリート構造による模擬天守についても賛否両論がある。ただ既に模擬天守や富山市郷土博物館の建物は、完成から50年以上を経過した歴史的な建造物として国の登録有形文化財（建造物）に登録されており、文化財行政上は原則として維持管理されなければならない建造物となっている。史実・旧態とは異なっているが、模擬天守は建設後60年を超えており、模擬天守のある風景が現在の富山市を象徴する景観となっている面もある。
2017年（平成29年）、続日本100名城（134番）に選定された。

### 令和時代
2024年（令和6年）1月1日に発生した能登半島地震の影響により、城址公園内の西堀に面する石垣の一部がずれたほか、西堀の護岸が崩れて近くのトイレが傾き、公園南側の堀に架かる土橋は舗装にずれが発生し通行止めとなった。また、園内各所で地割れや段差が多く発生し、石碑の倒壊も多数確認された。細かな被害は同年の夏前、護岸や園路などの被害は翌2025年（令和7年）3月までに復旧させる方針である一方、石垣については観察を続けるという。

## 構造
天然の要害である神通川を北面の守りとした後ろ堅固の梯郭式平城で、四周を水濠と河川とで2重に囲まれた10万石級の大名としては大規模な構えの城であった（江戸時代以降）。構造は聚楽第を手本としており、前田利長の最高傑作の城と言い伝えられている。
浮城の別名から、神通川の川面に浮かぶような様子であったことが窺い知れる。縄張りは、ほぼ方形の本丸の南面に二の丸を、東西に出丸を置き、本丸をそれら3つの郭で囲み、さらにそれを三の丸で凹状に囲む形のものであった。ただし、本丸搦手を守る東出丸はほかの郭のように三の丸に内包されておらず独立しており、また神通川の土手沿いに直接城外に通じているなど、反撃の基点となる大型の馬出しの性格を持つ郭であった反面、防御面では弱点であることから、さらにその東側に三の丸東北端に接する形で小郭が設けられており、この郭には幕末に千歳御殿（後述）が建てられた。
当初の計画では、天守台を石垣で築いた天守、櫓3基、櫓門3門を備える予定で幕府の修築許可を得ていたが、その後の江戸時代の古図にはいずれも天守の記載がなく、また発掘調査の結果からも本丸南東隅に天守土台となる土居の拡張工事は認められるものの石垣工事の痕跡はないため、天守は築かれなかったとみられている。3基の櫓については史料がなく、何基が建てられ、またどのようなものであったかなど全く不明である。櫓門については、実際に櫓門として建てられたのは予定の3門（本丸大手・本丸搦手・二の丸）の内、二の丸二階櫓御門のみであったとされているが、現存する二階櫓御門の写真からは、門に接続して宗藩の金沢城同様に唐破風を設けた海鼠壁の城壁が巡らされており石高相応に威儀を正していたことが見て取れる。
富山城の縄張りは藩政期を通して大きな変化は見られなかったが、1849年（嘉永2年）に10代藩主利保の隠居所として千歳御殿が東出丸の外側（東側）に建てられた。名称こそ「御殿」であるが、その形状は周囲に水濠を設けた独立郭であった。
江戸時代後期には東西約680メートル、南北約610メートルの縄張りがあったが現在城址公園として残っているのは、本丸と西の丸（間の水濠は埋め立て）、それらの南面の水堀および二の丸の一部のみ（東西約295メートル、南北約240メートル）で、面積では約6分の1である。本来の富山城は石垣は主要な門の周囲のみであり他の大部分は土塁の城であったが、昭和・平成と模擬天守東側に石垣が新造されたことで往時の歴史的な姿とはかなり異なるものとなっている。

### 千歳御殿と千歳の庭園
千歳御殿と千歳の庭園は、富山城の東の出丸の東側（現 桜木町）に1849年（嘉永2年）に富山藩10代藩主前田利保が建造した大名屋敷と庭園で、元々この地には、1831年（天保2年）の大火で焼失した前田利保の居所「中之御屋敷」があり、1848年（嘉永元年）より再建を始め移り住んだ。その際名称を千歳御殿と改名した。
千歳御殿は、四方を堀に囲まれた南北に長い複雑に入り組んだ一部2階建の屋敷で、富山城の中では最も豪華で他城では見られない大名御殿である。南西の角には現在富山城址公園東側に移築された正門である千歳御門が、建物内部には式台玄関、御広間、御書院、表御居間、御休憩所、奥寝所、能舞台、能舞台正面には室内すべて金を用いた御覧所の間（純金の間）などがある贅を尽くした建物であった。
北・東・南側には千歳の庭園があり、北側の堀の上には釣殿、その北側には茶室「梧桐舎（桐の御茶室）」、御涼所、東側は堀の東側に2列に並んだ桜並木、薬草園、御裏稲荷神社、蠑螺（さざえ）山（築山）、泉水（池）、南側には録寿天満宮と梅園などがあり、御裏稲荷神社の祭礼には門戸を開け多くの町民で賑わった。
しかし建造から6年後の1855年（安政2年）2月の大火で千歳御門以外はほぼ焼失、しばらくして再建されたが簡素なもので能舞台も作られなかった。
その後、最後の藩主となる第13代藩主前田利同まで居所として使用されていたが、幕末には東側の堀が埋め立てられ細い水路となり、1871年（明治4年）には、利同が東京に家族とともに移住したため主を失い、1872年（明治5年）には千歳御殿は取り壊され、東側の堀の桜並木をはじめ多くの桜の木があったことから桜木町と命名、富山市内に散在した遊廓をこの地に集めたことから歓楽街として発展していくこととなる。

#### 御涼所
千歳御殿の中で最も特徴のある建物の1つで、北側の堀北側と神通川（現 松川）の間の小高い場所にあり、1階と2階を45度ずらして建てられていた。もともと平屋の神通川を眼下に臨む建物で、のちに縁側のある2階を増築したものと考えられており、縁側を立山連峰に正対し眺望できるように東南東側に向け増築されたといわれる、遊び心溢れる建物である。

## 富山城と「荒城の月」
- 土井晩翠作詞・瀧廉太郎作曲の「荒城の月」の着想の基になった城[64]。
- 富山城は、作詞者晩翠には「荒城月のシナリオテーマ」を与え、且つ、作曲者廉太郎には作曲のモチーフとして育った環境に存在して親しみがあった城である。
- 富山城は、晩翠も、廉太郎も、共通の着想を得て作詞作曲がつながる点で、唯一奇跡的、且つ、神秘的な城である。晩翠が、謙信を崇敬したことや富山城を取り上げる必然性があった一方で、廉太郎は、数奇にも幼少期に富山城を体験しており、二人は富山城によって共通の題材としてインスパイアされて名作「荒城の月」が産まれたと考えられる。(予め、晩翠と廉太郎は面識はなく、各々作品製作されたものであるが、偶然共通のモチーフを得たものである。)
- 晩翠は、東京大学大学院法文館に居た。作詞構想にあたって、同地赤門の加賀前田藩邸敷地内にあった支藩藩邸の居城、富山城を題材の一つに取り上げたと見られ、このことは、顕著に一番歌詞、及び、二番歌詞に顕れている。
- 一番歌詞では、徳川家と松平保容の繋がりを踏まえながらも、「千代の松が枝わけいでし、むかしの光いまいづこ」は、伏線としての徳川家と前田家(富山藩主前田利同)との繋がりまでをも踏まえた構想をしている。
- 二番歌詞は上杉謙信漢詩「九月十三夜陣中作」を対照化し取込み、「秋陣営の霜の色　鳴きゆく雁（かり）の数見せて」は、越中の陣での和歌「枕に近き初雁の声」も彷彿させており、謙信と神保氏の戦いや立山から、「植うるつるぎ」を着想している。
- 晩翠は、詩を作るにあたり上杉謙信と神保氏の足跡を辿って、この富山城、及び、石動山城、七尾城、さらに上杉景勝と神保氏、及び、保科家(徳川)が入った会津若松城を巡っている[65]。
- 一方、廉太郎は、富山城内にあった小学校に毎日通っていた。晩翠と同じ富山城を幼少期に体験して見て育っている。廉太郎は、小学校時代に富山市に暮らしていた[66]。
- 廉太郎は、「秋に渡来し、翌春まで姿を見せる雁の鳴き声が、富山城を照らす月の夜には、りょうりょうとして特に鋭く聞こえ、今も耳に残っています。」と対談で答えている[67][68]。
- 晩翠と廉太郎は、この一番歌詞、二番歌詞においては、顕に、富山城における共通の体験をしており、作品構想時には共通のインスピレーションを得たと考えられる。この効果は、あとに続く三番歌詞、四番歌詞にまで波及して日本歌曲の代表的な名作に至ったと考えられる。
- なお、「荒城の月」は、色々なモチーフが組み合わさり完成したと考えられる。ほかに荒城の月のモデルとしては、晩翠がモチーフにしたと明言した福島県鶴ヶ城(会津若松城)や、晩翠の出身地である宮城県仙台市の青葉城、他岩手県九戸城、瀧の出身地である大分県竹田市の岡城等があり、既にご当地が強くアピールをし観光化したことにより特に有名になっている。鶴ヶ城における新島八重の句は、晩翠に「荒城月のシナリオテーマ」を与えたものである。青葉城や九戸城は晩翠が育った環境に存在し親しみがあった城である。岡城は廉太郎が育った環境に存在して親しみがあった城で、作曲のモチーフとして三番歌詞、四番歌詞の情景は岡城と評されるほどで、富山城と対になっている。
- また、晩翠は、晩翠が感銘を受けた鶴ヶ城における新島八重の句と共に、富山城と崇敬した謙信の十三夜陣中作の句は対になっており「荒城月のシナリオテーマ」を得ている。両者をつなぐ明確な接点として、会津藩家老の神保内蔵助等の存在と発足当初の東京大学があった安中板倉藩江戸屋敷跡がある。八重の夫、同志社大を設立した新島襄は、この江戸屋敷で育った板倉藩士の子であり、同時に、この江戸屋敷は、かつて板倉藩主は神保氏を養子に迎えて継いだことから、かつての神保屋敷でもあった。晩翠は、晩翠が鶴ヶ城の八重の句を取り上げると同時に、晩翠には富山城と謙信の十三夜陣中作を想起する関係性が整っていた。
- 八重の句と謙信の十三夜陣中作の句が対照関係にあることから、モチーフとして鶴ヶ城と富山城の位置づけは表裏一体の構図をとってテーマを支える。富山城は、専ら裏側に顕れて戦国や神保氏の出自による鎌倉など遥か遠くに遡った過去を担うが、しかし、富山城は、一つの作品として晩翠と廉太郎を芸術的に結びつけており、名作に至る「荒城の月」の揺り籠を担ったことは他には類例がない点で、大きな意義が、ただ唯一富山城にある。
- 因みに、元の題名は「古城月」であった。
- また、初めは、東京大学法文館は、発足当初はこの安中板倉藩江戸屋敷（神保氏邸〕跡に建っており、東京音楽学校の前身である音楽取調掛が、発足当初は本郷の前田藩邸跡に建っていた。後に1885年頃東京大学（法文館）は本郷の前田藩邸跡の音楽取調掛跡に遷って1894年（明治27年）から晩翠が学び、入れ替わって音楽取調掛は上野に遷って東京音楽学校に改まり同年から廉太郎が学ぶ。このことは、偶然的にも「荒城の月」の産まれにとって、予め法文館も東京音楽学校も富山城もある種の縁で結んでいる。東京音楽学校は所縁のある法文館に作詞を依頼し、晩翠には作詞に富山城を取り上げる必然性がある。更に、数奇にも幼少期に富山城を体験した廉太郎は東京音楽学校の研究生になっていることから廉太郎が作曲を担うことが加わった。東京音楽学校による作曲の懸賞応募には、廉太郎等他の作曲者奮闘の狙いがある。もしも、例えてこの縁は、あたかも法文館も東京音楽学校も富山城の東京出張所分室の様で、大変単純に「荒城の月」は、富山城の東京出張所分室で作詞作曲された芸術作品と例えられる。富山城と「荒城の月」は明確に結ばれていたことがうかがえる。

## 富山城址公園の施設

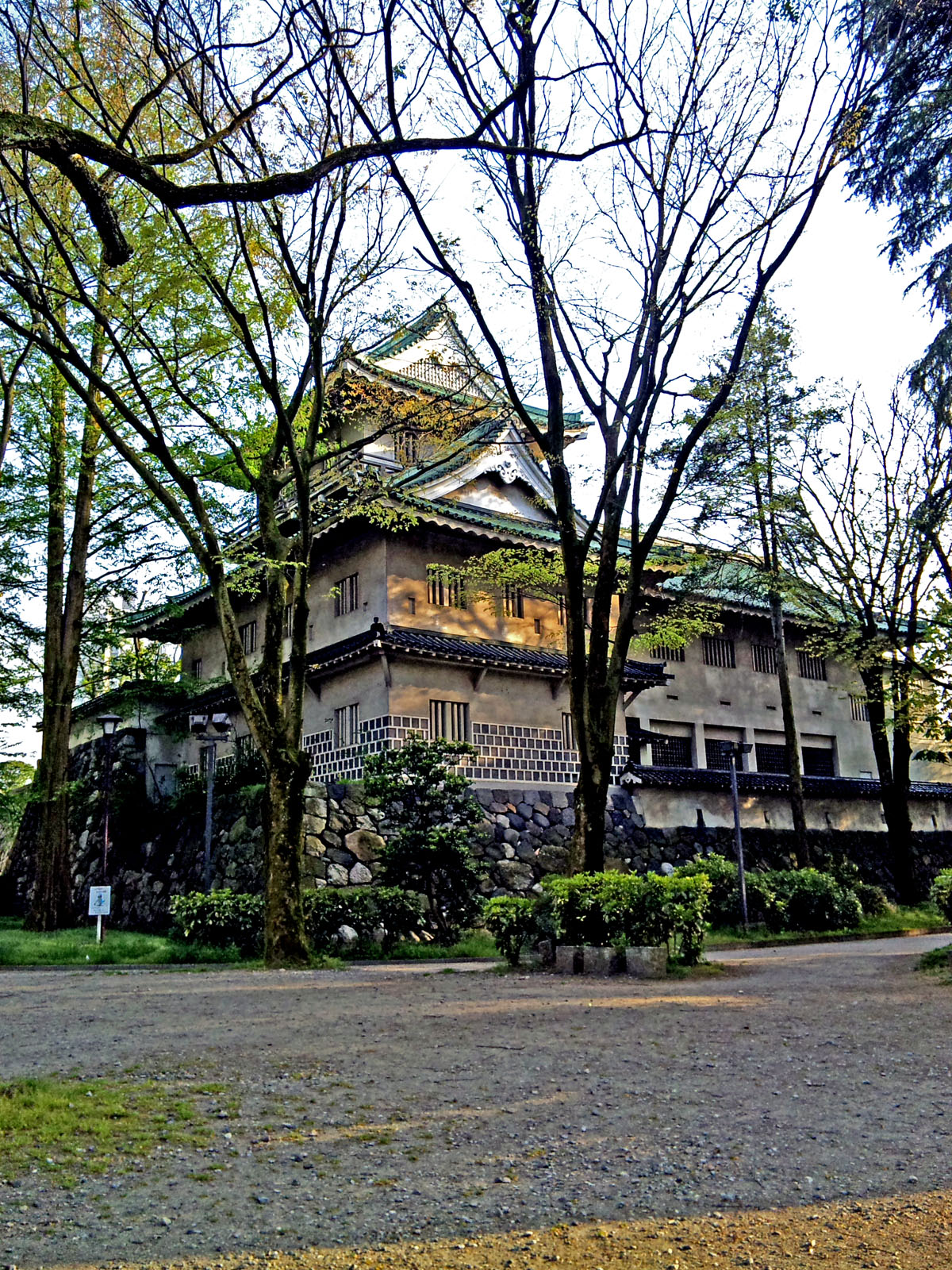
佐藤記念美術館の北側。外壁は北陸の城郭の特徴である海鼠壁風に仕上げてある。

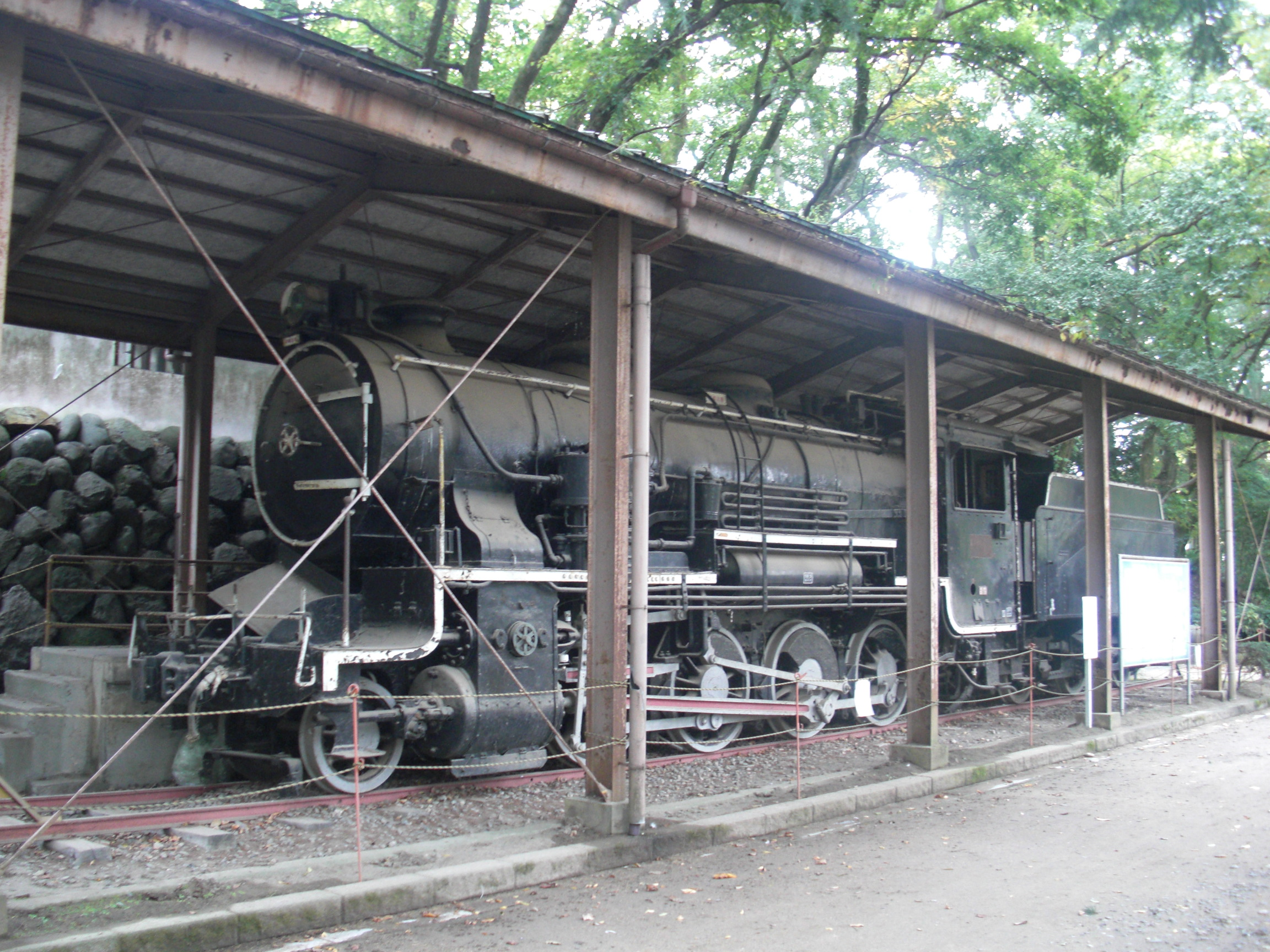
静態保存されていた国鉄9600形蒸気機関車

### 遺構・復元建造物
- 千歳御門
  - 総欅造り。1849年（嘉永2年）、千歳御殿の正門として建てられた富山城唯一の現存建築遺構。創建当初のものではなく、1855年（安政2年）の大火で焼失後の再築との説もある。門形式は三間薬医門（さんげんやくいもん）といわれる格式の高い城門建築で、桁行6m、梁間1.9m、屋根は切妻造りで赤瓦の本瓦葺である。明治の初めに門が解体された際、富山市米田の豪農に払下げられ移築されたが所有者が富山市に寄贈。2006年（平成18年）から2008年（平成20年）にかけて現在の場所に移築された。2012年（平成24年）4月には常時開門を開始した。現存する同形式の門は東大の赤門（旧 加賀屋敷御守殿門）だけとされ、2008年（平成20年）10月29日に富山市指定文化財に指定された。
- 平成の石垣　
  - 千歳御門脇（南側）に2008年（平成20年）に完成した石垣。幅11メートル、高さ7メートル、奥行き12メートルで、富山城の石垣に使用された早月川の御影石を用いている。

### 関連・周辺施設
- 富山市郷土博物館
  - テレビニュースなどで富山城として紹介されることが多い建物である。いわゆる史実に基づかない「模擬天守」の外観である。
  - 堀を挟んで秋にはコスモスの花が咲く。また、模擬天守前に「Amazing Toyama（アメイジングトヤマ）」の白フレームがあり[69]、富山城（博物館）を背景に記念写真が撮れる。
- 佐藤記念美術館
  - 東洋古美術を中心に収蔵する美術館。本丸搦め手の石垣を利用して建てられており、帝冠様式の建物に、東側は北陸地方に多い海鼠壁三層櫓を模した外観を持つ。
- 本丸亭
  - 明治期に岐阜県高山市に建てられた茶室『碌々亭』が、佐藤工業3代名社長佐藤助九郎が1948年に取得したのを経て、寄贈を受けた富山市により城址公園内に移設し、2016年2月26日に増築棟が竣工し『本丸亭』に改称[70]、同年5月20日に開館記念式典が挙行された[71]。

以上二つの博物館・美術館は一体運営されている。
- 瀧廉太郎記念館、及び、松川茶屋

- 親水広場
- 遊びの広場
- 蒸気機関車 - 高山本線で使用された9600形機関車〔1914年（大正3年）製 9628〕が、旧国鉄から無償貸与（後に無償譲渡）され佐藤美術館の松川側の石垣前に展示されていたが、老朽化のため2017年（平成29年）12月12日に撤去し、2年間かけて修繕される[72]。修復後の2021年（令和3年）10月13日に、富山駅北の牛島公園に移設され、展示が再開された[73]。

### その他
- 瀧廉太郎修学の地(すずかけ通り西側)
- 大手モール（大手町通り）
  - 富山城南側より長さ約290mの南北に延びる通りで、元々は富山城内の、現在は無い二ノ丸と三ノ丸から大手門を繋ぐ通路であり、江戸時代には大手門が現在の富山市民プラザ前あたりにあり、総曲輪（そうがわ）通り商店街西側入り口（ユウタウン総曲輪）あたりに枡形が存在した。

### イベント
- 富山城フェス - 「忍者合戦-SHINOBI-」と題し、前田家や上杉家・佐々家ほかの家紋の幟（緑忍軍（薬売り）[74] 、赤忍軍（軒猿）、黒忍軍（黒百合）といった具合に参加チームの色分けがある）がたち、忍者に扮したチームの対戦などが例年行われている。

## アクセス
富山地方鉄道富山軌道線（富山都心線）
- 国際会議場前停留場下車 徒歩約2分

富山地方鉄道バス
- 城址公園前バス停下車 徒歩約2分
- 総曲輪バス亭下車 徒歩約4分

市内周遊ぐるっとBUS南回りルート（毎日6便） 城址公園バス亭下車 徒歩約2分
富山城址公園（富山市郷土博物館・佐藤記念美術館・松川べり彫刻公園）を含む、富山市市街地の美術館・博物館・観光施設を巡る周遊バス。
富山空港より連絡バスで約20分（城址公園前下車）

### バリアフリー装備ほか
- 車椅子用エレベーターやスローブなど

車椅子の貸出あり
- 多目的御手洗い（個室）あり